# Сухопутные войска Болгарии

Военный флаг Болгарии

Сухопу́тные войска́ Болга́рии — основной вид вооружённых сил в Болгарской армии. Они готовят и поддерживают сухопутные формирования, готовые к развёртыванию и участию во всех операциях в системе коллективной обороне НАТО на территории Болгарии и вне её.

## История

### Формирование бронетанковых войск Болгарии
В 1934 году Болгарское военное министерство приняло решение приобрести в Италии 14 танкеток Fiat-Ansaldo CV3/33, артиллерийские тракторы Pavesi, зенитные орудия и иное военное имущество общей стоимостью 174 млн левов на условиях кредита сроком на 6 — 8 лет. Танкетки обошлись болгарам в 10770,6 тыс. левов. Первый транспорт с техникой пришёл в порт Варна 1 марта 1935 года. Именно этот день считается датой рождения болгарских танковых войск. Тогда же из Италии поступило 14 тяжёлых грузовиков-транспортёров танкеток «Рада».
Все танкетки были направлены во 2-й автомобильный батальон в Софии. Из них была сформирована 1-я танковая рота (4 офицера и 86 рядовых), командиром которой был назначен майор Борис Тенев Славов. Рота стала подразделением 1-го инженерного полка.
В 1936 году была создана 2-я танковая рота (167 чел.), которую возглавил майор Славов, но танков она не имела.
4 сентября 1936 года военное министерство Болгарии подписало соглашение с британской компанией British Vickers-Armstrong о поставке в страну 8 лёгких танков Vickers Mk E в однобашенной версии, с 47-мм орудием Vickers и одним пулемётом «виккерс». 4 октября 1936 года договор был утверждён правительством Болгарии, танки обошлись в 25598 тыс. левов, с учётом запасных частей и боеприпасов. Первые танки начали прибывать в начале 1938 года. По 4 танка направили в два взвода. В конце года 2-я танковая рота принимала участие в учениях вместе с моторизованным пехотным полком и моторизованной артиллерией. Обе танковые роты участвовали в 1939 году в манёврах близ города Попово.
1 января 1939 года обе роты были объединены в 1-й танковый батальон (173 военнослужащих), в составе которого имелись штаб, две танковые роты и отделение ремонта техники. Его командиром стал майор Тодор Иванов Попов. 1-ю роту (Ansaldo) возглавил лейтенант Иван Иванов Гюмбабов, 2-ю роту (Vickers) — лейтенант Тодор Стефанов Иванов. Формально батальон был приписан к школе офицеров запаса, однако, в реальности первая рота базировалась на южной границе в Коларово и Карманлийско, а вторая рота в районе Полски Трмбеш и Русенско, вместе с 5-й пехотной дивизией «Дунав».
В феврале 1940 года болгарская армия получила по низкой цене из Германии 26 чехословацких танков Škoda LT-35, ещё 10 ожидались в течение лета. Из них была создана 3-я танковая рота, командиром которой был назначен капитан Александр Иванов Босилков. С 10 июля 1940 года танковый батальон базировался в районе Лозена и Любимеца на границе с Турцией. Это не касалось его первой роты, принявшей участие в аннексии румынской территории Добруджа.
По соглашению с Германией от 23 апреля 1941 года, болгары приобрели 40 французских танков Renault R-35 за 2,35 млн рейхсмарок. Трофейные машины находились в плачевном техническом состоянии и могли использоваться только в качестве учебных. Тем не менее, из них были сформированы четыре роты, составивших танковый батальон.
Весной 1941 года Болгария объявила о проведении частичной мобилизации. Вскоре после этого, был создан 2-й танковый батальон, который вместе с первым батальоном, вошли в состав 1-го танкового полка. О его формировании было объявлено 25 июня 1941 г. в Софии. Он стал основой танковой бригады. В неё вошли штабные, разведывательные, броневые, мотопехотные, моторизированные артиллерийские, специальные моторизированные, медицинские подразделения и подразделения обслуживания. Полк был расквартирован в бараках 1-го кавалерийского полка и подчинялся армейскому штабу. Первым командиром танкового полка стал майор Тодор Иванов Попов.

### Участие во Второй мировой войне
В конце июля 1941 года 1-й танковый полк был переведён в лагерь «Князь Симеон», в 10 км к западу от Софии. Главной проблемой танкистов стал недостаток радиооборудования, им были укомплектованы танки Škoda, однако почти полностью лишены Renault. Болгары считали, что это стало результатом саботажа со стороны французов, которые готовили танки к отправке на Балканы. В частности, этой точки зрения придерживался новый командир полка подполковник Гено К. Генов. Другой проблемой было отсутствие боевого опыта болгарских танкистов. На 15 августа полк насчитывал 1802 офицера и нижних чинов.
В октябре 1941 года танковый полк был направлен на восток Болгарии, к городу Ямбол, где намечались военные учения. При этом, многие танки Renault 2-го батальона вышли из строя по пути к району манёвров из-за механических поломок. Фактически батальон в учениях участия не принимал. Гораздо надёжнее оказались LT-35 двух рот 1-го батальона и Vickers-ы отдельной 2-й танковой роты. В конце 1941 года в состав инженерной роты танковой бригады была включена мостовая колонна.
19 марта 1942 г. два взвода бригады участвовали в стрельбах. Один взвод из 5 Škoda стрелял по целям на дистанциях 200 и 400 метров из 37-мм орудий и показал, по мнению болгарских и немецких наблюдателей, хорошие результаты. Танкисты из взвода Renault стреляли только из пулемётов.
В марте 1942 г. бригада имела следующее количество боевой техники:
- Штаб бригады: 3 Škoda LT-35 (1 танк с радиооборудованием)
- Штаб танкового полка: 2 Škoda LT-35 (1)
- I танковый батальон
  - Штаб: 2 Škoda LT-35 (1)
  - 1-я рота: 17 Škoda LT-35 (4)
  - 2-я рота: 17 Škoda LT-35 (4)
  - 3-я рота: 8 Vickers Mk. E и 5 Ansaldo L3/33
- II танковый батальон
  - Штаб: 1 Renault R-35 (1) и 3 Ansaldo L3/33
  - 1 и 3 роты: по 13 Renault R-35 (все без радиооборудования).
  - Разведывательный отряд: 5 Ansaldo L3/33

Весной 1942 года бригаде передали моторизованную батарею ПВО (15 шт. 20-мм орудий и 15 лёгких пулемётов).
Немецкие советники отмечали значительный прогресс в развитии бригады при сохранении недостатков. Главным из них была матчасть бригада — тихоходные, лишённые радиостанций Renault R-35, в боевых условиях нельзя было применять в одном эшелоне: бригада могла быть задействована только по частям. Выход видели в полной замене французских машин — либо на Škoda, либо на немецкие танки с 75-мм орудиями. Также болгары нуждались в бронеавтомобилях для разведывательного подразделения, лёгких миномётах для пехотного полка, мостоукладчиках для инженерной роты.
В период с 29 по 31 мая 1942 года бригада принимала участие в учениях близ Софии, которые показали некоторое улучшение элементов взаимодействия танкистов и пехоты. Действия бригадной разведки и ряда других подразделений, были оценены как «плохие». Болгарское командование приняло решение вызвать немецкого специалиста. 11 июля такой специалист — подполковник фон Бюлов (von Bulow) — прибыл в Софию. Его главной задачей стала координация действий танкистов, артиллеристов и пехотинцев на поле боя. Постепенно усилия немца стали приносить свои плоды. Если на учениях в Димитрово, близ города Перник, в конце августа, старые проблемы бригады вновь дали о себе знать, то на манёврах в районе Стара Загора, с 14 по 20 октября 1942 года, «броневичи» показали себя по оценкам офицеров генштаба, «хорошо». К этому времени, бригада насчитывала уже 3.809 бойцов и офицеров.
В конце 1942 года болгары, озабоченные поставками оружия из Германии в Турцию, их традиционному противнику, обратились к немцам с просьбой о помощи в перевооружении армии. Согласно плану, одобренному Военным министерством Болгарии и Верховным командованием вермахта 5 января 1943 г., предполагалось вооружить немецким оружием 10 пехотных дивизий, кавалерийскую дивизию и две танковых бригады. Почти сразу болгары и немцы разошлись в понятии «танковая бригада». Немцы настаивали, чтобы бригада имела один танковый полк с одним танковым батальонам. Болгары считали, что полк должен быть двухбатальонным.
Не сошлись стороны и в объёмах поставок техники. Первоначально немцы хотели передать 12 средних танков Pz. Kpfw. IV и 20 штурмовых орудий 20 StuG. III. Этого было недостаточно даже для перевооружения одной, уже существующей танковой бригады. Шефу германской военной миссии в Болгарии, полковнику Генерального штаба Гейнриху Гауде (Heinrich Gade) было поручено разработать для болгар новую схему организации танкового полка до 1 июля 1943 года.
Гауде рекомендовал оставить танки Škoda в танковом полку; медленные и слабовооружённые R-35 полностью убрать, сформировав из них специальные подразделения поддержки пехоты армейского уровня, а 8 Vickers полковник — передать в артиллерийские части, в качестве бронированных машин артиллерийских наблюдателей. Роль Fiat-Ansaldo немецкий офицер видел как бронированные санитарные машины и транспортёры боеприпасов. Также Гейнрих Гауде заявил о необходимости создания в болгарской армии двух-трёх батарей штурмовых орудий (54-55 StuG. III), что должно было повысить боевой дух и наступательные возможности болгарских войск.
Согласно предложениям Гауде структура танкового полка должна была быть следующей: штаб полка, два танковых батальона, в каждом из которых по две роты средних танков и рота лёгких танков. В ротах средних и лёгких танков предполагалось иметь один Fiat-Ansaldo ремонтного подразделения и один — для медиков. Полный состав полка выглядел так:
- 12 — Pz.Kpfw. IV;
- 20 — StuG. III;
- 37 — Skoda;
- 14 — Fiat-Ansaldo.

Весной 1943 г. план переформирования бригады начали приводить в действие. 41 офицер и 37 сержантов бригады 12 апреля отправили обучаться в немецкую танковую школу в Вюнсдорф (Wunsdorf) и на специальные курсы для экипажей Pz. Kpfw. IV и StuG. III в городе Ниш.
В это же время болгарское военное министерство приняло решение отклонить предложение германских советников. В результате, Renault, вместе с 5 StuG. III должны были остаться во втором батальоне полка, а Skoda и Pz.Kpfw. IV — в первом батальоне. Остальные 15 StuG. III передали в качестве отдельного подразделения артиллерийской бригаде танкового полка. Немцы увеличили поставки Pz.Kpfw. IV с 12 до 43 машин, остались в силе и договорённости по передаче болгарам StuG. III. По новому плану, согласованному сторонами 24 мая 1943 г., структура танковой бригады должна была быть следующей:
- Штаб бригады;
- Штаб полка;
- I танковый батальон (1, 2 средние, 3 лёгкая танковая роты);
- II танковый батальон (4 средняя, 5, 6 лёгкие танковые роты);
- III танковый батальон (7, 8, 9 лёгкие танковые роты);

Всего: 36 Škoda, 43 Pz. Kpfw. IV, 38 Renault.
10 июня 1943 года в составе бригады была сформирована батарея штурмовых орудий. Главным инструктором стал немецкий капитан Небель (Nebel). Обучение шло плохо. Командир подразделения подполковник Генов жаловался немцам на «нехватку топлива, плохую погоду и нехватку грамотного персонала». В итоге на манёврах в районе Софии в августе 1943 года «самоходчики» получили оценку «неудовлетворительно». Впрочем, с таким же успехом, на учениях сработала и вся танковая бригада.
1 октября 1943 года болгарское военное министерство приняло решение об официальном переименовании 1-го танкового полка в 1-у танковую бригаду. Танки R-35 были выведены из её состава — в дальнейшем их планировалось использовать против партизан НОАЮ. Все машины находились в городе Сливен, 10 танков затем были приданы 29-й пехотной дивизии со штабом в городе Вране (серб. Врање) в Сербии, в болгарской оккупационной зоне.
После очередной реорганизации бригада имела три танковых батальона, по две роты Pz. Kpfw. IV в каждом и по одной роте Škoda. III танковый батальон был учебным. Произошло расширение инженерной роты до штатов батальона. В него вошло две сапёрных роты и рота мостоукладчиков. Запланированное расширение сигнальной роты до батальона до конца 1943 г. выполнено не было. По-прежнему не хватало обученных экипажей. Так роту из 14 Pz. Kpfw. IV приходилось только 55 танкистов — офицеров и рядовых, при том, что экипаж танка составлял 5 человек. В ноябре 1943 года, ввиду невозможности решения этих проблем, немцы сменили куратора бригады по учебной части — вместо подполковника фон Бюлов (von Bulow) им стал майор Каль (Kahl), а затем полковник Юнгенфельдт (Jungenfeldt).
Моральный дух бригады был невысоким. Немцы отмечали прорусские настроения среди её солдат и офицеров, увлечение панславистскими идеями, которые усиливались по мере поражений германской армии на восточном и итальянском фронтах. Более того, инструктора даже считали, что из нежелания воевать, некоторые болгарские офицеры бригады, саботируют учебный процесс.
К 15 декабря 1943 года немцы планировали, что в бригаде будет следующее количество бронетехники:
- I танковый батальон: 28 — Pz. IV и 16 — Skoda;
- II танковый батальон: 28 — Pz. IV и 16 — Skoda;
- III танковый батальон: получение танков к этому времени не планировалось;

разведывательное подразделение: бронеавтомобили — 13 x Sd. Kfz. 222 и 7 x Sd.Kfz. 223.
Известны также данные о германских поставках БТТ Болгарии до 31 декабря 1943 г.:
| Тип БТТ             | Заказано | Поставлено |
| ------------------- | -------- | ---------- |
| Sd. Kfz.            | 13       | 13         |
| Sd. Kfz.            | 7        | 7          |
| Pz. Kpfw. IV (lang) | 91       | 46         |
| Pz. Kpfw. I         | 25       | —          |
| Pz. Kpfw. III       | 10       | —          |
| Renault R-35        | 10       | —          |
| StuG. III L/48      | 55       | 25         |

Поставки Pz. Kpfw. IV были завершены к 3 сентября 1943 г.
В январе 1944 г. бронетанковые части понесли первые боевые потери. 10 января 15-й воздушный флот ВВС США нанёс тяжёлый удар по Софии, принёсший разрушения городской инфраструктуры и сотни погибших — военных и гражданских. Болгарское командование решило «рассредоточить» подразделения танковой бригады, справедливо опасаясь ненужных потерь. Артиллерийский полк перевели в Вакарел, танковый полк в Новихан (25 км от Софии), противотанкистов, разведчиков и инженерный батальон — Самоков, в 25 км от Софии.
В ходе январских бомбардировок подразделение штурмовых орудий потерь материальной части не имело. Однако погибло семь его военнослужащих. «Штурмовиков» вывели в Новоселце (24 км к юго-востоку от Софии), где StuG-и использовали против местных прокоммунистических партизан.
Параллельно, в Хасково, в декабре 1943 г. началось формирование II подразделения штурмовых орудий. Его структура была следующей: штаб подразделения, штабная батарея с двумя StuG, три батареи, в каждой из которых по три взвода по две самоходки в каждом. Штурмовые орудия имели и командиры батарей.
В январе — феврале 1944 г. в 1-ю танковую бригаду было призвано 400 резервистов. Они должны были пополнить танковый полк.
В феврале 1944 г. из Германии пришло пополнение: 19 лёгких Hotchkiss H-39 и 6 средних Somua S-35. Болгары приняли решение передать их в полицию и пограничным силам, технику задействовали в антипартизанских операциях.
Зиму и весну 1944 г. танковая бригада провела в учениях. 10 мая был получен приказ — привести бригаду в полную боевую готовность в течение 5 дней. 1 июня Гауде направил рапорт командованию вермахта (OKW) о ситуации в болгарской танковой бригаде. Готовность танкового полка он оценил в 70—75 %. Полку не хватало технически грамотных специалистов — инженеров и ремонтников. Боеготовы на 85 % были танки Pz. Kpfw. IV, остальные можно было привести в порядок за две недели. На ходу были 20 танков LT-35 (остальные стояли из-за нехватки запасных частей) и 85-90 % грузовиков. В целом, Гауде признал, что до конца июля к реальным боям бригада готова не будет.
Кроме того, немцы предложили болгарам сменить командира бригады. По их мнению, полковник Генов не располагал необходимым уровнем технических знаний. Они также считали, что офицер был «протеже» умершего болгарского царя Бориса III. Однако, по всей видимости, главным было другое: Генов не проявлял должной «любви» к представителям Германской миссии в Болгарии, и часто игнорировал их советы.
12 августа 1944 бригада была признана готовой к участию в боевых действиях. Обучение танкистов по немецким канонам было завершено. Германские офицеры начали покидать бригаду, в которой остались только 13 специалистов-связистов во главе с лейтенантом Ирмшером (Irmscher).
Германская техника прибывала в Болгарию в течение всего лета, но в августе, с началом трений между союзниками, поставки стали сокращаться. 25 августа немцы приняли решение остановить состав с танками и боеприпасами для Болгарии, которые передали немецким частям, сражавшимся на Балканах.
Более того, немцы разработали план Collins по нейтрализации болгарских танковых войск, согласно которому специалисты германской танковой школы в городе Ниш, должны были при необходимости вывести из строя болгарскую бронетехнику. Всего было создано четыре «шпионские» группы:
- 1-я должна была действовать в районе Пловдива против II батальона штурмовых орудий;
- 2-я и 3-я: районы Пловдив и Пазарджик — против танкового полка:
- 4-я — в районе Софии против I батальона штурмовых орудий.

Планировалось сосредоточить диверсантов в немецком военном лагере в Пловдиве. Однако уже в начале сентября происходившие в Болгарии события сделали осуществление немецкого плана невозможным. Пронацисткий режим в стране разрушался на глазах.
От Ниша до Приштины.
5 сентября, с 7 до 11 часов утра, 1-я танковая бригада перешла границу с Югославией. Роль пограничников выполняли немцы из 3-й роты 698-го батальона полевой жандармерии (Feldgendarmerie Detachment 698). Они насчитали 62 болгарских танков и бронеавтомобилей, 835 грузовиков и легковых автомобилей, часть из которых буксировали артиллерийские орудия, 160 мотоциклов, 4 топливных заправщика. Болгары расположились таким образом, чтобы перекрыть движение немецких войск по трассе София — Ниш. Фактически это был разрыв союзнических отношений. Именно с этого момента, началось разоружение немцев, находившихся в Софии.
8 сентября 1944 г. после переворота в Софии, Болгария официально объявила войну Германии. Правда, это не привело к моментальной вспышке боевых действий между бывшими партнёрами: в течение нескольких недель болгары вели чистку армии, избавляясь от офицеров, связанных с бывшим царским режимом. Сменилось и руководство танковой бригады. Её новым командиром стал генерал Трендафилов, принявший активное участие в свержении прогерманского правительства Болгарии.
К концу сентября танковая бригада находилась в составе 2-й армии, в районе границы с Югославией. По планам союзников (СССР, Югославии и Болгарии), болгары должны были выбить нацистов с востока Сербии (регион Ниш — Лесковац) и Македонии.
Наступление союзников в Югославии началось 28 сентября на огромном участке в 600 километров. 2-я болгарская армия под командованием генерала К. Станчева двигалась на к юго-западу от города Пирот, в направлении Лесковац — Ниш. Эту зону прикрывала 7-я горнопехотная дивизия СС «Принц Евгений». 30 сентября передовые подразделения болгар, вместе с партизанами, сломав сопротивление четников и сербской пограничной стражи, вошли в населённый пункт Власотинце, в 14 км к юго-востоку от города Лесковац.
Однако в начале октября части «Принца Евгения» нанесли контрудар и 6 октября заняли Власотинце. Это привело к остановке болгарского наступления на Ниш. Началась подготовка к контрудару. Танковая бригада была выведена из оперативного резерва — её задача состояла в нанесении поражения немцам в районе Власотинце — Бела Паланка и прорыве на север — в направлении Белграда. 8 октября болгарские танковые войска впервые в своей истории приняли участие в боевых действиях — несколько танков атаковали при поддержке артиллерии германские позиции к юго-востоку от Бела Паланка. Однако встретив сильный огонь 2-го батальона 13-го полка СС, танкисты повернули назад.
9—10 октября болгарские войска на востоке Сербии были пополнены новыми подразделениями и перегруппированы. 10 октября после интенсивной артиллерийской и авиационной подготовки, 60 болгарских танков нанесли удар по немецким позициям на берегу реки Морава. Начался штурм Власотинце. В город вошли 21 танк и болгарская пехота. Немцы, имевшие лишь несколько 50-мм противотанковых орудий, сдержать болгарский прорыв не смогли. ПТО были уничтожены, после чего 3-й батальон 13-го полка СС покинул Власотинце, начав отход на запад.
Утром 12 октября боевая группа из 12 болгарских Pz.IV атаковала немецкие позиции в районе Бела Паланка. Однако в отсутствие пехотной поддержки, за несколько минут болгары потеряли 5 танков, два из которых были подбиты из 88-мм зенитных орудий.
В этот же день, в 11 часов, основные силы танковой бригады, вместе с 15-й болгарской пехотной бригадой и 47-й партизанской дивизией НОАЮ вошли в Ниш. Разведывательный батальон танковой бригады, пересёк Мораву, поздно вечером по свободным мостам прошли другие подразделения бригады. 14 октября у деревни Меросина, танкисты атаковали штабную колонну 7-й дивизии СС, они уничтожили много автомобилей и имущество немцев, отступавших из Ниша. Пехота танковой бригады атаковала штаб дивизии в Меросине, но получила мощный отпор. С тяжёлыми потерями стрелки отошли назад. Однако немцы не стали задерживаться в деревни — начался их отход на северо-запад — к сербскому городу Кралево.
Отход «Принца Евгения» открыл для болгар дорогу в Косово. Согласно плану советского 3-го Украинского фронта, именно болгары должны были выбить немцев из этого сербского региона. Немцы, уходившие из Греции, между тем, были заинтересованы в сохранении контроля над Косово, так как путь войск группы армий «Е» пролегал по маршруту «Скопье — Приштина — Митровица — Кралево», то есть как раз через этот анклав. Роль «пожарной команды» против болгар играло импровизированное соединение полковника Лангера (Langer), состоявшее из нескольких пехотных рот, роты велосипедистов, противотанковой роты и гужевой артиллерийской батареи. Подразделения Лангера перекрыло перевал Преполац, в 36 км от Приштины. Тем самым они воспрепятствовали наступлению болгар в Косово и способствовали эвакуации германских войск из Греции.
К 17 октября танковая бригада находилась на юго-западе от трассы Прокупле-Куршумлия, там же был и её штаб. Мотоциклисты разведывательного батальона бригады были направлены через Куршумлию к Рача, в то время, как группа под командованием майора Димитрова (12 бронеавтомобилей) двигалась на юг, на Куршумлийска Баня (18 км, на северо-восток от Падуево). В Куршумлиска Баня болгары наткнулись на силы сдерживания полковника Лангера. Атака пехотного полка 4-й пехотной дивизии, поддерживавшего танковую бригаду, была отбита с большими потерями для болгар. Прибывшая в этот район 6-я пехотная дивизия, также наткнулась на ожесточённое германское сопротивление. Танки же не могли быть использованы по причине отсутствия нормальных дорог. Узкие горные тропы перевала не были приспособлены для движения тяжёлой техники. Фактически болгарский план вторжения в Косово был провален. Группа Лангера в течение трёх недель сдерживала болгарское продвижение, позволив основным силам группы армий «Е» эвакуироваться из Греции.
1 ноября танковая бригада начала атаки с целью разрушения германских позиций на перевале Преполац. Основной удар болгары нанесли 3 ноября. На следующей день пехотинцы 4-й пехотной дивизии, смогли пробить германскую оборону и пробиться к перевалу Мердаре. На следующей день туда прибыли несколько танков бригады, с огромным трудом доставленных к месту боёв по горным тропам. Параллельно болгары при поддержке 60 танков нанесли удар по Падуево, где оборонялся 734-й немецкий лёгкий пехотный полк. Бригада взяла Падуево 5 ноября. Потери были велики. Не менее шести танков уничтожили расчёты 88-мм зенитных орудий люфтваффе вблизи городского вокзала.
От Падуево болгарская бригада начала преследование отступающих немцев по дороге на Приштину. Бригада наступала двумя колоннами — на Приштину и Митровицу. Движение вперёд было медленным — в течение двух недель болгары проламывали немецкую оборону. К северо-западу от Приштины болгары встретили ожесточённое сопротивление 16-го пехотного полка немцев. Потери составили 12 танков. 21 ноября части танковой бригады были сосредоточены в местечке Белополь, откуда был нанесён удар по Приштине. Столица Косовол пала в тот же день — болгары не понесли значительных потерь. На следующий день после взятия Приштины бригада вошла в Косовска-Митровица.
В конце ноября немцы, основываясь на собственных данных и на захваченных болгарских документах, выяснили, что танковая бригада по-прежнему сохраняет штаты и организацию, утверждённые летом 1944 г., а её пехотные подразделения состоят из:
- I моторизованного батальона — 1 тяжёлой пулемётной роты, 3 и 6 пехотных рот;
- II моторизованного батальона — 2 тяжёлой пулемётной роты, 4 и 5 пехотных рот;
- III моторизованного батальона, выполнявшего роль резервного, фактически маршевого пополнения для двух первых батальонов.

Тяжёлые пулемётные роты имели две роты по два взвода, каждый из которых имел на вооружении 4 тяжёлых пулемёта. Пехотная рота насчитывала 165—170 бойцов, 9 лёгких и 3 тяжёлых пулемёта, 12 пистолетов-пулемётов и 13 грузовиков. Инженерная рота была увеличена до батальонных штатов. Батальон включал взвод сапёров, инженерный штурмовой взвод и взвод мостоукладчиков. В зенитном подразделении имелось две батареи: тяжёлых и лёгких орудий.
Освобождение Косовска Митровица стало последним этапом операций 2-й болгарской армии на территории Югославии. К началу декабря болгары начали собираться домой. 7 декабря Германское командование на Юго-Востоке давало следующее боевое расписание болгарской армии в Югославии:
Белградский регион:
- 2-я армия:
  - Танковая бригада;
  - I батальон штурмовых орудий (в боях он не участвовал);
  - 4-я пехотная дивизия;
  - 6-я пехотная дивизия;
  - 8-я пехотная дивизия;
  - 12-я пехотная дивизия;
  - Части 24-й и 26-й пехотных дивизий.

Регион к югу от Белграда в Центральной Сербии:
- 1-я армия:
  - 1-я гвардейская пехотная дивизия;
  - 2-я гвардейская пехотная дивизия;
  - 2-я кавалерийская дивизия;
  - 1-я пехотная дивизия;
  - 2-я пехотная дивизия;
  - 10-я пехотная дивизия;
  - 14-я пехотная дивизия;
  - 29-я пехотная дивизия;
  - II батальон штурмовых орудий.

В период с 17 сентября по 23 октября 1944 г. танковая бригада потеряла 47 танков, в том числе 30 по техническим причинам в ходе марша середины октября от Ниша до Куршумлии. Значительное количество танков было потеряно в ходе атак на Падуево и не менее 12 во время боёв за Приштину. Полные потери бригады неизвестны.
О потерях II батальона штурмовых орудий в болгарских источниках не сообщается. Между тем, 28 октября он поддерживал атаки 6-го пехотного полка на позиции 11-й полевой дивизии Люфтваффе в Центральной Сербии.
В дальнейшем болгарские танкисты участвовали и в других операциях заключительного этапа Второй мировой войны в Европе. В феврале 1945 г. в составе 1-й болгарской армии на юго-востоке Венгрии находился отдельный танковый батальон, имевший 35 танков Škoda и Praga (чехословацкого производства) и 4 танка Pz.IV. Боеготовы из них были 25. Батальон был в оперативном армейском резерве.
В ночь на 6 марта 1945 перешли в последнее крупное наступление войска немецкой группы армий «Е», имевшей в своём составе 8 дивизий и 2 бригады. Они форсировали реку Драва в районах Драва Саболч и севернее Валпово, потеснили оборонявшиеся здесь части 3-й и 11-й пехотных дивизий 1-й болгарской армии и части 3-й армии НОАЮ и захватили два плацдарма на левом берегу реки. Для усиления обороны на этом участке из резерва фронта был выдвинут 133-й стрелковый корпус, получивший приказ с утра 8 марта 1945 года перейти в решительное наступление и во взаимодействии с 3-й пехотной дивизией болгар окружить и уничтожить противника в районе Драва Саболч, Чехи, Жюхес, Гордиша, отрезать пути отхода противника к реке Драва, а затем выйти на её левый берег севернее Долни-Михольянц.
Командир 1-й болгарской армии генерал В. М. Любенов перегруппировал свои силы, направив на передовую резервы: пехотный полк и танковый батальон. 7 марта болгары при поддержке танков контратаковали немецкие 104-ю егерскую и 297-ю пехотную дивизии. Однако немцам удалось отбить большинство атак и даже нанести контрудар. Болгары потеряли 5 танков. Положение спасли две дивизии 133-го корпуса Красной армии, прибывшие на помощь болгарам. Ситуацию на этом участке фронта удалось стабилизировать. Больше танковый батальон в боях не участвовал.
На картах германского командования 26 апреля 1945 г. показано местонахождение болгарской танковой бригады. Вместе с 10-й и 12-й пехотными дивизиями III корпуса 1-й армии, она противостояла частям 13-й горнопехотной дивизии СС, примерно в 25 км от хорватского города Вараждин. Поскольку в первой половине апреля бригады в этом регионе не было, она прибыла в район после 15 апреля.

## Структура

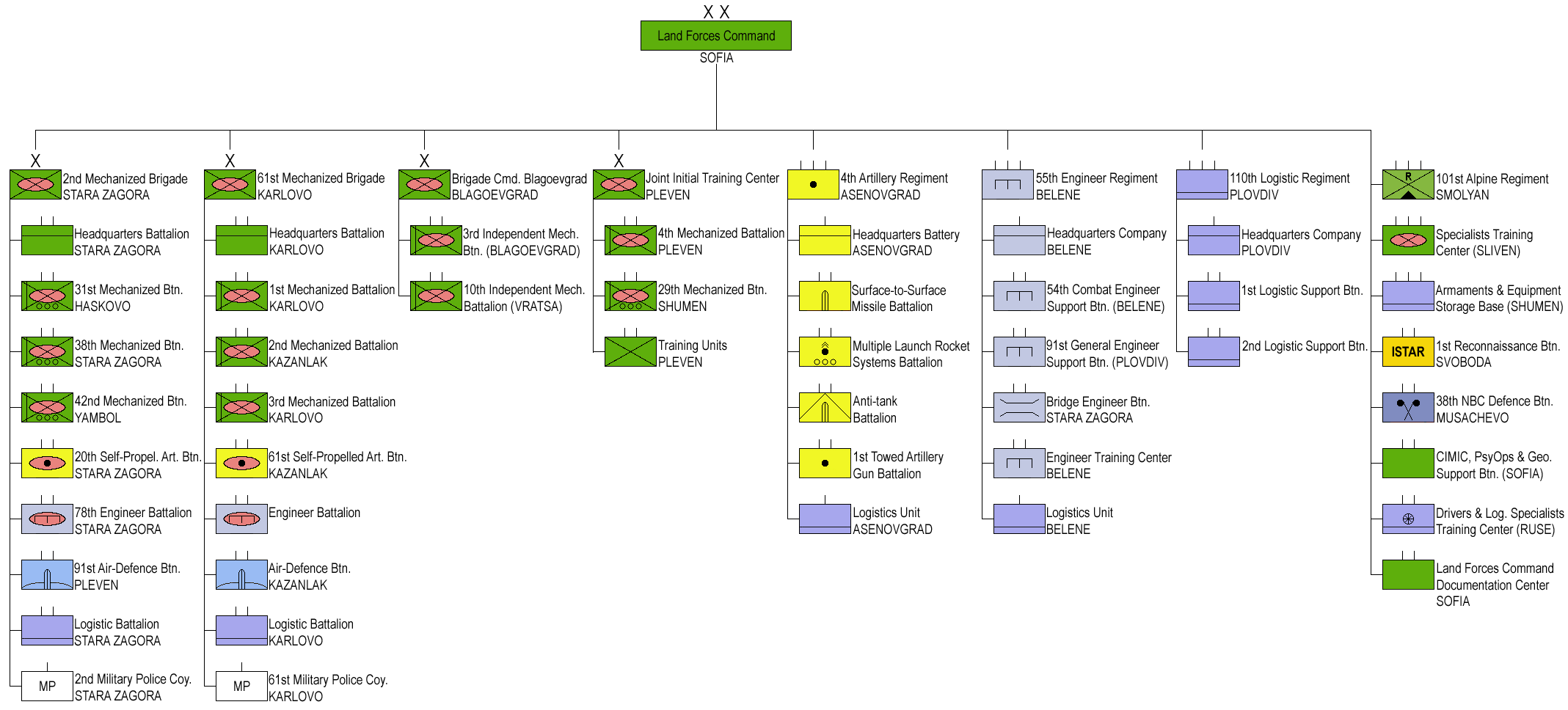
Структура СВ в 2018 году.

- Командование Сухопутных войск (София)
- 2-я механизированная Тунджанская бригада (Стара-Загора, Хасково, Плевен)
- 61-я механизированная Стрямская бригада (Карлово, Казанлык)
- Объединённый начальный учебный центр (Плевен)
- 110-й полк материально-технического обеспечения (Пловдив)
- 55-й инженерный полк (Белене, Стара Загора, Пловдив)
- 4-й артиллерийский полк (Асеновград, Ямбол)
- 1-й разведывательный батальон (Свобода)
- 3-й отдельный механизированный батальон (Благоевград)
- 10-й отдельный механизированный батальон (Враца)
- 38-й батальон РХБ защиты (Мусачево)
- Центр подготовки специалистов (Сливен)
- Полевые учебные полигоны (Корен, Сливница и Ново-Село)
- Гарнизонные учебные центры и полигоны
- Подразделения боевого и тылового обеспечения

Механизированные бригады
Каждая механизированная бригада состояла из:
- трёх отдельных механизированных батальонов;
- одного отдельного самоходного артиллерийского дивизиона;
- одного отдельного зенитно-ракетного дивизиона;
- одного отдельного инженерного батальона, одного штабного батальона, одного батальона снабжения, одной роты военной полиции;

## Боевой состав
По состоянию на начало 2011 года численность сухопутных войск Болгарии составляла 16 304 военнослужащих, на вооружении имелось 301 основной боевой танк, 160 БМП, 1084 БТР и бронемашин, 738 орудий полевой артиллерии, 215 120-мм миномётов, 124 установки РСЗО БМ-21, 236 пусковых установки ПТУР и 400 орудий зенитной артиллерии.
В начале 2019 года численность сухопутных войск составляла 20 тыс. человек, они являлись самым многочисленным видом вооружённых сил. В состав сухопутных войск входили две механизированные бригады, отдельный артиллерийский полк, четыре отдельных батальона, отдельный ракетный дивизион, а также другие части и подразделения. На вооружении находились 4 пусковые установки тактических ракет "Точка"; 300 танков Т-72 и Т-55; 500 бронемашин (БМП-1, БТР-60 и др.); 949 орудий полевой артиллерии, миномётов и РСЗО; 648 противотанковых средств.

## Вооружение и военная техника
| Изображение                     | Тип                                 | Производство    | Назначение                                                       | Количество             | Примечания                                                                        |
| Танки                           | Танки                               | Танки           | Танки                                                            | Танки                  | Танки                                                                             |
| ------------------------------- | ----------------------------------- | --------------- | ---------------------------------------------------------------- | ---------------------- | --------------------------------------------------------------------------------- |
|                                 | Т-72М1/М2                           | СССР            | основной боевой танк                                             | 90                     |                                                                                   |
|                                 | Т-55                                | СССР            | основной боевой танк                                             | н/д                    |                                                                                   |
| Боевые машины пехоты            |                                     |                 |                                                                  |                        |                                                                                   |
|                                 | БМП-1                               | СССР            | боевая машина пехоты                                             | 90                     |                                                                                   |
|                                 | БМП-23                              | Болгария        | боевая машина пехоты                                             | 70                     | Одна машина была потеряна во время Иракской войны.                                |
| Бронетранспортёры и бронемашины |                                     |                 |                                                                  |                        |                                                                                   |
|                                 | M1117 Armored Security Vehicle      | США             | бронетранспортёр                                                 | 17                     |                                                                                   |
|                                 | БТР-60                              | СССР            | бронетранспортёр                                                 | 20                     |                                                                                   |
|                                 | МТ-ЛБ                               | СССР / Болгария | бронетранспортёр                                                 | 100                    |                                                                                   |
|                                 | БРДМ-2                              | СССР            | боевая разведывательная машина                                   | 70                     |                                                                                   |
|                                 | Plasan SandCat                      | Израиль         | бронеавтомобиль                                                  | 27                     |                                                                                   |
|                                 | HMMWV                               | США             | бронеавтомобиль                                                  | 52                     | Из них 50 в бронированном варианте M1114 и 2 в модификации санитарного автомобиля |
| Противотанковые средства        |                                     |                 |                                                                  |                        |                                                                                   |
|                                 | 9П148                               | СССР            | самоходный ПТРК                                                  | 24                     | ПТРК на базе БРДМ-2                                                               |
|                                 | МТ-12                               | СССР            | 100-мм противотанковая пушка                                     | 126                    |                                                                                   |
|                                 | Д-44                                | СССР            | 85-мм пушка                                                      | 150                    | По состоянию на 2024 все пушки находятся на хранении                              |
|                                 | Малютка                             | СССР            | ПТРК                                                             | 200                    | На хранении                                                                       |
|                                 | Фагот/Конкурс                       | СССР            | ПТРК                                                             | 236                    |                                                                                   |
| Артиллерийские системы          |                                     |                 |                                                                  |                        |                                                                                   |
|                                 | БМ-21 «Град»                        | СССР            | 122-мм РСЗО                                                      | 24                     |                                                                                   |
|                                 | 2С1 «Гвоздика»                      | СССР / Болгария | 122-мм Самоходная гаубица                                        | 48                     | Производились по лицензии с 1979 г.                                               |
|                                 | Д-20                                | СССР            | 152-мм пушка-гаубица                                             | 24                     |                                                                                   |
|                                 | B1.10 «Tundzha»                     | СССР / Болгария | 120-мм самоходный миномёт                                        | ~80                    |                                                                                   |
| Тактические рактные комплексы   |                                     |                 |                                                                  |                        |                                                                                   |
|                                 | Точка                               | СССР            | тактический ракетный комплекс                                    | ~4 ПУ                  |                                                                                   |
| Системы ПВО                     |                                     |                 |                                                                  |                        |                                                                                   |
|                                 | 9K33M3 «Оса-АКМ»                    | СССР            | самоходный ЗРК                                                   | 24 установки           |                                                                                   |
|                                 | ЗСУ-23-4 ЗУ-23-2 С-60               | СССР            | зенитная установка                                               | ~400                   |                                                                                   |
|                                 | Стрела-2                            | СССР            | ПЗРК                                                             | Неизвестное количество |                                                                                   |
| Инженерное оборудование         |                                     |                 |                                                                  |                        |                                                                                   |
|                                 | Инженерные машины на базе Т-54/Т-55 | СССР            | различные инженерные машины разных модификаций на базе Т-54/Т-55 | Неизвестное количество |                                                                                   |
|                                 | МТП-1                               | СССР            | машина технической помощи на базе бронетранспортёра БТР-50П      | Неизвестное количество |                                                                                   |
|                                 | МТ-ЛБ                               | СССР / Болгария | гусеничный минный заградитель машина радиохимической разведки    | Неизвестное количество |                                                                                   |
|                                 | ТММ                                 | СССР            | тяжелый механизированный мост (мостоукладчик)                    | Неизвестное количество |                                                                                   |

## Знаки различия

### Генералы и офицеры
| Категории               | Генералы      | Генералы          | Генералы          | Генералы         | Старшие офицеры | Старшие офицеры | Старшие офицеры | Младшие офицеры | Младшие офицеры   | Младшие офицеры | Младшие офицеры   |
| ----------------------- | ------------- | ----------------- | ----------------- | ---------------- | --------------- | --------------- | --------------- | --------------- | ----------------- | --------------- | ----------------- |
|                         |               |                   |                   |                  |                 |                 |                 |                 |                   |                 |                   |
| Болгарское звание       | Генерал       | Генерал-лейтенант | Генерал-майор     | Бригаден генерал | Полковник       | Подполковник    | Майор           | Капитан         | Старши лейтенант  | Лейтенант       | Младши лейтенант  |
| Российское соответствие | Генерал армии | Генерал-полковник | Генерал-лейтенант | Генерал-майор    | Полковник       | Подполковник    | Майор           | Капитан         | Старший лейтенант | Лейтенант       | Младший лейтенант |
|                         |               |                   |                   |                  |                 |                 |                 |                 |                   |                 |                   |
| НАТО эквивалент         | OФ-8          | OФ-7              | OФ-6              | OФ-6             | OФ-5            | OФ-4            | OФ-3            | OФ-2            | OФ-1a             | OФ-1б           | OФ-1в             |

Примечание:
- ОФ — обозначает звание офицерского состава на основе определённого Рангового кода НАТО — англ. Officer ranks (OF)

### Подофицеры и солдаты
| Категории               | Прапорщики         | Сержанты | Сержанты        | Сержанты | Сержанты        | Солдаты  | Солдаты |
| ----------------------- | ------------------ | -------- | --------------- | -------- | --------------- | -------- | ------- |
|                         |                    |          |                 |          |                 |          |         |
| Болгарское звание       | Офицерски кандидат | Старшина | Старши сержант  | Сержант  | Младши сержант  | Ефрейтор | Редник  |
| Российское соответствие | Прапорщик          | Старшина | Старший сержант | Сержант  | Младший сержант | Ефрейтор | Рядовой |
|                         |                    |          |                 |          |                 |          |         |
| НАТО эквивалент         | OP-9               | OP-8     | OP-7            | OP-6     | OP-5            | OP-2     | OP-1    |

Примечание:
- ОР — обозначает звание сержантского состава на основе определённого Рангового кода НАТО — англ. Other (enlisted) Ranks (OR)